# Richard Kenneth Guy

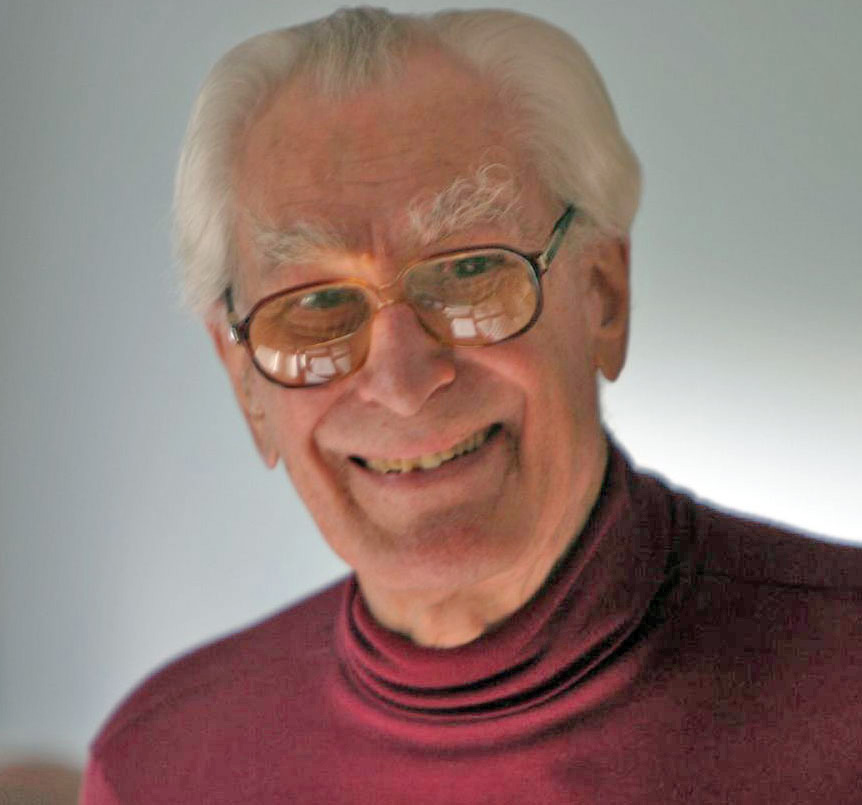
Richard Kenneth Guy, 2005

Richard Kenneth Guy (* 30. September 1916 in Nuneaton, Warwickshire; † 9. März 2020 in Calgary) war ein britisch-kanadischer Mathematiker. Er war Professor an der University of Calgary.

## Leben
Guy studierte Mathematik an der University of Cambridge (Bachelor-Abschluss 1938, Master-Abschluss 1941), diente als Hauptmann in der Royal Air Force und war beim Wetterdienst im Air Ministry eingesetzt. Von 1941 bis 1949 war er Hochschullehrer am Goldsmiths College und lehrte danach an der Universität Malaya in Singapur. Ab 1956 war er Professor am Indian Institute of Technology in Neu-Delhi. Ab 1962 war er Mathematikprofessor an der University of Calgary. 1972 nahm er die kanadische Staatsbürgerschaft an.

## Mathematiker

Glider

Ins Blickfeld einer breiteren Öffentlichkeit geriet er vor allem als Autor dreier Bücher: Unsolved Problems in Number Theory und Winning Ways for your Mathematical Plays (mit John Horton Conway und Elwyn Berlekamp) sowie The Book of Numbers (deutscher Titel Zahlenzauber, mit John Horton Conway). Darüber hinaus veröffentlichte er über 200 wissenschaftliche Aufsätze und Bücher zu den Themen kombinatorische Spieltheorie, Zahlentheorie und Graphentheorie.
Er entdeckte etwa 1968 das mit 19 Flächen damals kleinste bekannte auf nur einer einzigen Seite stabil stehende Polyeder. In Conways Game of Life entdeckte er den Glider.

## Schachkomposition
Schachspielern ist Guy bekannt für seine etwa 200 Studien zu Endspielen und die Miterfinderschaft des GBR-Codes. Für das British Chess Magazine war er von 1947 bis 1951 zuständiger Redakteur für Endspiele.
|   | a | b | c | d | e | f | g | h |   |
| 8 |   |   |   |   |   |   |   |   | 8 |
| 7 |   |   |   |   |   |   |   |   | 7 |
| 6 |   |   |   |   |   |   |   |   | 6 |
| 5 |   |   |   |   |   |   |   |   | 5 |
| 4 |   |   |   |   |   |   |   |   | 4 |
| 3 |   |   |   |   |   |   |   |   | 3 |
| 2 |   |   |   |   |   |   |   |   | 2 |
| 1 |   |   |   |   |   |   |   |   | 1 |
|   | a | b | c | d | e | f | g | h |   |

Lösung:

1. Ke1–d1 Ka4–a3

2. Kd1–c1 a6–a5

3. h3–h4 a5–a4

4. h4–h5 Ka3–a2

5. h5–h6 a4–a3

6. h6–h7 Ka2–a1

7. h7–h8S Unterverwandlung a3–a2

8. Sh8–g6 f7xg6

9. f6–f7 g6–g5

10. f7–f8S Unterverwandlung g5–g4

11. Sf8–e6 d7xe6

12. d6–d7 e6–e5

13. d7–d8S Unterverwandlung e5–e4

14. Sd8–c6 b7xc6

15. b6–b7 c6–c5

16. Kc1–d1 Ka1–b2

17. b7–b8D+ gewinnt

## Kurioses
Rund um seinen 80. Geburtstag im Jahr 1996, als Guy mit seinem Mathematiker-Kollegen John Horton Conway am Buch Zahlenzauber (The Book of Numbers) gearbeitet hat, wettete Conway mit ihm, dass keine weitere komplette Faktorisierung einer Fermat-Zahl innerhalb der nächsten 20 Jahre entdeckt werden würde. Der Wetteinsatz betrug 20 Dollar. 17 Jahre später, im Jahr 2013, richtete Guy, der überzeugt war, dass sehr wohl eine Fermat-Zahl komplett faktorisiert werden würde, einen verzweifelten Appell an diverse einschlägige Internet-Seiten, die Suche nach Fermat-Zahl-Faktoren zu intensivieren. Einen Monat vor Ablauf der 20 Jahre, am 29. August 2016, startete er noch einmal einen Hilferuf, der aber verhallte, obwohl Guy mittlerweile bereit gewesen wäre, die 20 Dollar mit dem Entdecker einer vollständigen Faktorisierung zu teilen. Niemand konnte eine neue Fermat-Zahl komplett faktorisieren, auch wenn viele weitere Fermat-Zahlen zum Teil faktorisiert werden konnten, womit Guy seine 20 Dollar an Conway verlor.

## Werke
- Unsolved Problems in Number Theory. 1994, ISBN 0-387-94289-0.
- Mit John Conway, Elwyn Berlekamp: Gewinnen. Braunschweig 1985/86, 4 Bände, ISBN 3-528-08531-2, ISBN 3-528-08532-0, ISBN 3-528-08533-9, ISBN 3-528-08534-7 (engl. Original: Winning Ways for your Mathematical Plays. 2 Bände, ISBN 0-12-091101-9, ISBN 0-12-091102-7).
- Mit John Conway: Zahlenzauber. Von natürlichen, imaginären und sonstigen Zahlen. Birkhäuser Verlag, 1997, ISBN 3-7643-5244-2 (engl. Original: The Book of Numbers. New York 1996, ISBN 0-387-97993-X).
- Mit Hallard Croft, Kenneth J. Falconer: Unsolved problems in geometry. Springer Verlag, 1994.